# Olivia Smoligaová
Olivia Smoliga (* 12. října 1994) je americká olympijská plavkyně, která se specializuje na disciplíny znak a volný způsob. V současné době[kdy?] drží americký rekord na 50 m znak (krátký bazén). Na letních olympijských hrách 2016 v Riu de Janeiru získala zlatou medaili za plavání ve štafetě 4 × 100 metrů (polohový závod, finále neplavala, pouze rozplavby) .

## Život
Její rodiče, Tomasz a Elżbieta Smoliga, emigrovali z Polska v roce 1991. Má mladšího bratra Matta, který hraje hokej. Po absolvování Glenbrook South High School v roce 2013, přijala atletické stipendium University of Georgia, kde plavala za plavecký tým trenéra Jacka Bäuerleho - Georgia Bulldogs.

### Kariéra
V roce 2012 na kvalifikačním závodě na Letních olympijských hrách 2012 United States Olympic Trials, se nekvalifikovala do olympijského týmu, protože skončila na čtvrtém místě na trati 100 metrů znak (1:00,46) a na dvacátém třetím místě na trati 50 metrů volný způsob (25,66). Během semifinále zaplavala osobní rekord 59,82, kde poprvé zaplavala pod jednu minutu.
Na Illinois State High School Championships v listopadu 2012, překonala národní vysokoškolský rekord na 100-yardů znak (51.43) a 50-yardů volným způsobem (21.99).
Na světovém šampionátu FINA Short Course 2012 v Istanbulu, první významné mezinárodní soutěži, získala celkem čtyři medaile: dvě zlaté, jednu stříbrnou a jednu bronzovou. Ve finále na 100 metrů znak překvapila vítězstvím v čase 56,64. V posledních 50 metrech měla nejrychlejší čas 29,74. Také získala zlato ve štafetě na 4 × 100 metrů volným způsobem, stříbro na 50 metrů znak, a bronz ve štafetě 4 × 100-metrů v polohovém závodě.